# Call of Duty: WWII
Call of Duty: WWII là trò chơi bắn súng góc nhìn thứ nhất được phát triển bởi Sledgehammer Games và được Activision phát hành. Đây là phiên bản chính thứ 14 của loạt game Call of Duty và được phát hành trên toàn thế giới vào ngày 3 tháng 11 năm 2017 cho các hệ máy Microsoft Windows, PlayStation 4 và Xbox One. Đây là tựa game đầu tiên trong series lấy bối cảnh chủ yếu trong Thế chiến II kể từ khi Call of Duty: World at War ra mắt vào năm 2008.
Trò chơi lấy bối cảnh tại chiến trường châu Âu, tập trung xung quanh một đội hình trong Sư đoàn Bộ binh số 1, sau trận đánh trên Mặt trận Phương Tây, và chủ yếu tập trung vào các sự kiện lịch sử của Chiến dịch Overlord; nhiều người chơi mở rộng đến các mặt trận khác nhau mà không được nhìn thấy trong chiến dịch. Người chơi điều khiển nhân vật Ronald "Red" Daniels, người có các đồng đội có thể cung cấp cho người chơi thêm đạn dược, máu hoặc lựu đạn.
Sledgehammer Games đã tỏ thái độ quan tâm đến việc đưa loạt game trở lại bối cảnh Thế chiến thứ hai sau khi phát triển tựa game trước đó của họ, Call of Duty: Advanced Warfare (ra mắt 2014), trong đó có những yếu tố tân tiến và công nghệ chiến tranh tương lai. Giám đốc studio, Michael Condrey, tuyên bố rằng ông không chắc rặng liệu một trò chơi lấy bối cảnh Thế chiến II có phù hợp hay không sau khi ông cùng đội ngũ tạo ra một tựa game nặng tính tương lai như Advanced Warfare, nhưng các nhà phát triển cuối cùng đã lên quyết định sản xuất trò chơi. Họ cũng chọn đưa những hành động tàn bạo từ các trại tập trung của Đức Quốc xã vào chế độ chơi chiến dịch, để mang đến một câu chuyện chiến tranh chân thực nhất.
Sau khi phát hành, trò chơi nhìn chung nhận được nhiều đánh giá tích cực từ các nhà phê bình. Những lời khen ngợi dành cho cốt truyện, những thay đổi trong cơ chế chiến đấu, chế độ nhiều người chơi và phần hình ảnh. Tuy nhiên, game đã bị chỉ trích vì sự thiếu đổi mới của phần chơi đơn và mang nhiều yếu tố tương tự với các trò chơi trước đây có cùng chung bối cảnh.
Tựa game đã đạt được thành công về mặt thương mại, thu về tới 500 triệu đô la chỉ trong vòng ba ngày kể từ khi phát hành. Nó đã trở thành trò chơi trên hệ console có doanh thu cao nhất năm 2017 ở khu vực Bắc Mỹ và thu về hơn 1 tỷ đô la Mỹ trên toàn thế giới vào cuối năm.

## Lối chơi
Tương tự như phiên bản trước, Call of Duty: WWII là trò chơi bắn súng góc nhìn thứ nhất nhưng nó đã loại bỏ đi hệ thống chuyển động nâng cao, xuất hiện trong hai phiên bản Call of Duty trước, bao gồm nhảy kép (double-jump) và lướt trên tường. Thay vào đó, game đã đem lại yếu tố truyền thống làm nên tên tuổi của dòng game, đưa phiên bản này trở lại phong cách chơi "chân đất".

### Phần chơi Chiến dịch (campaign)
Call of Duty: WWII là tựa game đầu tiên kể từ phiên bản đầu tiên và Call of Duty 2: Big Red One không có tính năng hồi máu trong phần chơi chiến dịch. Thay vào đó, người chơi phải tìm các gói máu rải rác khắp các màn chơi, hoặc dựa vào đội ngũ quân y để nhận về các gói máu. Các thành viên khác trong đội hình của người chơi có thể cung cấp đạn dược, lựu đạn, súng cối, hoặc phát hiện kẻ thù hay tiết lộ vị trí của họ dưới dạng những cái bóng (shadow).
Trong các màn nhất định của trò chơi, binh lính của địch trong phần chơi chiến dịch có thể bị bắt làm tù binh, và các đồng đội bị thương có thể được kéo vào khu vực an toàn để ẩn nấp. Trong một số màn chơi, người chơi có thể lái xe.

### Chế độ nhiều người chơi (multiplayer)
Chế độ nhiều người chơi (multiplayer) dành cho Call of Duty: WWII đã được tiết lộ vào E3 2017, diễn ra từ ngày 13 đến ngày 15 tháng 6. Sledgehammer Games đã công bố các tính năng như chế độ trụ sở, các đơn vị, chế độ chiến tranh và sự trở lại của lối chơi "chân đất". Những người chơi đặt hàng trước game đã được mời tham gia một phiên bản thử nghiệm giới hạn (beta) được phát hành ban đầu cho PlayStation 4, nhưng sau đó cũng được phát hành trên các nền tảng khác.
Trong các trận đấu trực tuyến nhiều người chơi, người chơi được phân chia ngẫu nhiên cho cả 2 phe Đồng minh hoặc Phát xít. Về phía Đồng minh, người chơi có thể vào vai những quân lính trong các đội quân kháng chiến Mỹ, Anh, Liên Xô và Pháp. Về phía Phát xít, người chơi vào vai Wehrmacht, chứ không phải Waffen-SS trong nỗ lực để tránh "tôn vinh hóa" các phần tử cực đoan Đức Quốc xã.

Khi giải thích quyết định này, Glen Schofield, đồng sáng lập kiêm đồng chủ tịch của Sledgehammer, nói:
"Sự khác biệt lớn mà người Đức vẫn giữ ngày hôm nay là giữa Quân đội Đức và Đức Quốc xã, chúng tôi chắc chắn rằng chúng tôi đã tạo ra sự khác biệt trong trò chơi, rằng người Đức chỉ đang làm nhiệm vụ của họ ".
Thay vì tạo ra một hệ thống level thông thường, WWII có các Sư đoàn. Người chơi có thể chọn một trong năm sư đoàn, mỗi người đều có một lớp huấn luyện chiến đấu cơ bản khác nhau, huấn luyện phân chia và kỹ năng vũ khí. Điều này cũng loại bỏ các đặc quyền, vì người chơi cần phải tiến bộ thông qua các cấp bậc trong các đơn vị để sử dụng các kỹ năng bổ sung (perks). Năm sư đoàn trong trò chơi là:
- Bộ binh: Là bộ phận linh hoạt nhất trong game, nó được trang bị cho chiến đấu tầm xa. Kỹ năng đặc biệt của bộ phận này là lựu đạn, có thể dẫn đến chiến đấu cận chiến.
- Không vận: Bộ phận này giúp người chơi di chuyển nhanh mà không để lại tiếng động. Người chơi trong bộ phận này có thể gắn các bộ phận ngăn chặn vào súng máy dưới mọi thời gian trong suốt cuộc chiến, cho phép có nhiều phong cách chơi trò chơi ám sát hơn.
- Thiết giáp: Bộ phận này có hỏa lực mạnh nhất, có thể gắn súng máy.
- Địa hình: Bộ phận này tập trung vào các cuộc chiến tầm xa, làm cho khẩu súng trường bắn tỉa chính xác hơn với mục đích hỗ trợ và cải thiện mục tiêu thông qua phạm vi bằng cách ngăn chặn địa hình môi trường xung quanh từ góc nhìn của người chơi.
- Thám hiểm: Súng săn được sử dụng bởi người chơi trong bộ phận này có đạn đốt cháy kẻ thù đến chết.

WWII cũng có chế độ Trụ sở, hoạt động như một không gian xã hội trong trò chơi. Trung tâm này được đặt trên bãi biển Omaha ở Normandie, ba ngày sau cuộc xâm lăng khi quân Đồng minh chiếm lại bãi biển và biến nó thành căn cứ. 48 người chơi có thể ở Trụ sở tại một thời điểm, và tham gia vào các hoạt động khác nhau. Ví dụ, người chơi có thể xem những người chơi khác mở hộp may mắn trong khi ở trụ sở chính. Có một trường bắn ở trung tâm, nơi tất cả người chơi có thể thực hành kỹ năng bắn súng của họ với tất cả vũ khí, cũng như lĩnh vực mà họ có thể kiểm tra kỹ năng bắn. Ngoài ra còn có các khu vực mà người chơi có thể tham gia vào cuộc chiến "1v1", như những người chơi khác xem trận đấu.
Một chế độ mới, Chiến tranh, được giới thiệu như là một chế độ chơi trò chơi "mô phỏng theo" nhiều người, được phát triển cùng với Raven Software. Trong chế độ này, hai đội của 6 người chơi thực hiện các mục tiêu như phe Đồng minh hoặc Phát xít, lấy cảm hứng từ một số cuộc chiến tranh thế giới thứ II mang tính biểu tượng, như tấn công Normandy vào Ngày phán quyết như phe Đồng Minh, hoặc bảo vệ hầm nhiên liệu Normandy là Phát xít trong bản đồ Chiến dịch Neptune. Ngoài Chiến tranh, các chế độ chơi phổ biến như Đấu đội, Thống trị và Cao điểm, cũng như Gridiron, một sự thay đổi "khởi động trên mặt đất" của Uplink, được giới thiệu lần đầu bởi Sledgehammer Games trong Call of Duty: Chiến thuật Nâng cao.

### Nazi Zombies
WWII bao gồm chế độ chơi hợp tác đấu với zombies, giống như chế độ trước đó của Treyarch và Infinity Ward, với cốt truyện gốc của riêng nó được đặt trong một lịch sử thay thế và tách biệt khỏi phần chơi chiến dịch. Chế độ này được gọi là Nazi Zombies (Xác sống Đức Quốc xã) liên quan đến lần lặp lại đầu tiên trong Chiến tranh Thế giới được đặt trong các sự kiện của Chiến tranh Thế giới Thứ II, khi Đế chế Thứ ba thực hiện một nỗ lực tuyệt vọng nhằm biến chiến tranh tạo ra một đội quân bất tử trong giai đoạn cuối cùng của chiến tranh.
Trong khi chế độ này dựa trên khoa học viễn tưởng và là một viễn cảnh mang tính giả tưởng, đồng sáng lập của studio, Michael Condrey, cho biết câu chuyện về chế độ này dựa trên một số "sự kiện có thật". Anh cũng tiết lộ rằng trải nghiệm tương tự như "Dead Space", một trò chơi bắn súng kinh dị góc nhìn thứ ba do Condrey và Schofield đạo diễn trong suốt thời gian làm việc tại EA Redwood Shores.
Liên quan đến lối chơi, chế độ Nazi Zombies vẫn giữ được công thức tồn tại dựa trên vòng đấu mà đã được sử dụng trong tất cả các mục Zombies trước, với các bổ sung mới. Một hệ thống vai trò được giới thiệu, nơi người chơi có thể lựa chọn một trong bốn vai trò chiến đấu: Tấn công, Kiểm soát, Quân y và Hỗ trợ, cung cấp khả năng trò chơi khác nhau. Sledgehammer Games cũng đã cố gắng hợp lý hoá một số cơ chế phổ biến, như vũ khí và tiền tệ. Chế độ Nazi Zombies bao gồm một hệ thống gợi ý, nơi mà các phần trong câu chuyện của câu chuyện chính được đưa ra những gợi ý hướng cho người chơi tìm và tăng tiến trình.

## Cốt truyện

### Chiến dịch
Vào ngày 6 tháng 6 năm 1944, Binh nhì Ronald "Red" Daniels (Brett Zimmermann) thuộc Sư đoàn 1 "Anh cả đỏ" tham gia vào cuộc đổ bộ Normandy vào bờ biển Omaha cùng với trung đội bao gồm Binh nhì Robert Zussman (Jonathan Tucker), Binh nhì Drew Stiles (Kevin Coubal), kỹ thuật viên hạng 5 Frank Aiello (Jeff Schine), Trung sĩ William Pierson (Josh Duhamel) và Trung úy Joseph Turner (Jeffrey Pierce). Khi xuồng đổ bộ của họ vừa cập bờ, những khẩu súng máy MG-42 của quân Đức đã hạ gục gần hết binh lính trên xuồng, một vài người còn sống sót bằng cách nhảy qua mạn xuồng. Trên bờ biển, pháo cối, súng máy của quân Đức đã hạ gục từng binh lính khi họ tiến lên, Daniels được lệnh dùng ngư lôi Bangalore để phá hủy tường rào thép gai. Sau khi phá hủy được tường rào thép gai và mở đường cho Sư đoàn Bộ binh Thứ nhất tiến lên, Trung đội 1 (trung đội của Daniels) được lệnh quét sạch hết bunker để thông thoáng bãi biển Omaha. Khi họ đến bunker cuối cùng, Daniels bị 1 tên lính Đức tấn công, Zussman đẩy ngã hắn và lao vào đấm tới tấp tên lính, nào ngờ hắn rút dao đâm trọng thương Zussman và xông đến Daniels. Anh phải vật lộn một hồi với tên lính Đức mới giữ được hai cánh tay của hắn, sau đó đập chết hắn bằng mũ sắt. Daniels kéo Zussman đến trạm Quân Y để cứu chữa. Dọc đường có vô số lính Đức trên đường đến trạm. Sau khi đưa Zussman đến được trạm Quân Y, Daniels được lệnh của Turner đi phá hủy khẩu pháo GPF 155 mm của quân Đức ở gần đó. Sau khi cả trung đội tập hợp lại, Daniels tiến đến chỗ Zussman, lúc này đã tạm bình phục. Hai người hứa với nhau dù thế nào đi nữa, hai người vẫn sẽ ở cạnh nhau cho đến cùng.
Zussman sau khi được điều trị đã trở lại trung đội trong thời gian phát động Chiến dịch Cobra, từ đó quân Mỹ tái chiếm thành công thị trấn Marigny. Đại tá Davis (Matt Riedy) giới thiệu cho trung đội hai đặc vụ của S.O.E, Thiếu tá Arthur Crowley (David Alpay) và Vivian Harris (Helen Sadler). Hai người nhờ trung đội đánh chặn một đoàn tàu bọc thép của Phát xít Đức mang theo tên lửa V2 đến Paris, dự kiến sẽ là nơi phóng. Nói là "đoàn tàu" nhưng thật ra nó giống như pháo đài di động thì đúng hơn, với hàng loạt tháp pháo, lính Đức trên tàu. Crowley, Vivian và Trung đội 1 tiến hành đột nhập vào nhà ga gần ngoại ô Argentan, nơi đoàn tàu phải dừng lại để lấy thêm nhiên liệu. Không ngờ đang trong quá trình đột nhập lại bị phát hiện, buộc trung đội phải thay đổi kế hoạch từ đột nhập chuyển sang đánh chiếm nhà ga. Đoàn tàu do đó đã phát giác được tại nhà ga có biến nên đã chạy khỏi nhà ga trước khi trung đội đánh chiếm xong. Daniels và Zussman leo lên chiếc Kubelwagen gắn súng máy MG34 gần đó với quyết tâm chặn đoàn tàu cho bằng được. Khi sắp đến được đầu tàu thì một tên lính Đức đứng trên nóc toa ném lựu đạn xuống. Zussman bắn chết tên lính còn Daniels ném quả lựu đạn ra khỏi xe, nhưng lựu đạn lại nổ quá gần làm Zussman bị lạng tay lái và đâm thẳng vào phía trước đầu tàu. Cả hai phải nhảy ra khỏi chiếc xe trước khi nó bị đoàn tàu cán nát. Con tàu cũng bị trật bánh, làm toàn bộ khu vực trở thành đống tan hoang, Zussman cũng tìm thấy Daniels đang nửa mê nữa tỉnh. Cả hai lại bị tên lính Đức bắn nhưng trượt. Tên lính sau đó bị một người phụ nữ đeo băng tay đặc trưng của Quân kháng chiến Pháp bắn chết, và dẫn dường cho cả hai về lại với đơn vị. Khi về lại với đơn vị, Crowley tiết lộ cô ấy tên là Rousseau (Bella Dayne), cũng là đặc vụ S.O.E. và là thủ lĩnh quân Kháng chiến Pháp tại Paris.
Một tuần sau, Rousseau (được tiết lộ chỉ là bí danh, tên thật của cô là Camile Denis) và Crowley thâm nhập vào cơ quan đầu não của Đức Quốc xã ở thủ đô Paris để lấy thuốc nổ từ liên lạc viên tên Karl Fischer chuẩn bị cho cuộc tấn công giải phóng Paris. Rousseau cải trang thành Gerda Schneider, nữ phụ tá người Đức, mang giấy thông hành cho Heinrich, chỉ huy lực lượng cảnh sát mật SS tại Paris. Tại đây, cô đã giết chết Heinrich ngay trong văn phòng của hắn ta để trả thù cho cái chết của gia đình cô do hắn gây ra. Sau đó, khi có tín hiệu tấn công, Sư đoàn Bộ binh Thứ nhất và quân Kháng chiến Pháp đồng loạt xông lên và cuối cùng, họ đã giải phóng thành công thủ đô Paris.
Hai tháng sau, Trung đội 1 tấn công nhà hát Stadt tại Aachen, tuy nhiên sau khi chiếm xong quân Đức tại đây đã phản công rất quyết liệt làm Trung đội 1 bị tổn thất nặng. Pierson, Daniels và Aiello chạy đến nhà hát và điện cho Trung úy Augustine Pérez (Christian Lanz) và Tiểu đoàn Xe tăng 745 nhờ tăng viện gấp. Trên đường đi ứng cứu trung đội, Tiểu đoàn Xe tăng 745 gặp không ít trở ngại, nhưng may thay họ vẫn đến kịp lúc giải vây bảo vệ thành công toàn trung đội. Sau đó, trung đội được lệnh tiến vào khách sạn Allendorf, thành trì cuối cùng của Đức Quốc xã tại Aachen. Tại đây sau khi tiêu diệt hết lính Đức ở tiền sảnh của khách sạn trung đội lại phát hiện có thường dân bên trong tầng hầm, Turner ra lệnh sơ tán toàn bộ thường dân, dù Pierson ban đầu từ chối vì cho rằng đây không phải là nhiệm vụ của họ. Một cô bé tên là Anna (Lilith Max) mất tích, và Turner lệnh Daniels phải tìm và giải cứu cô bé. Lúc chiếc xe chở thường dân chuẩn bị rời đi, một toán tuần tra Đức bất ngờ tấn công cả đội. Vài viên đạn của lính Đức lạc vào chiếc xe tải, giết chết Erica, chị của Anna. Pierson lệnh chiếc xe tải đi mà không có hộ tống, còn Turner nhìn chiếc xe tải rời đi trong im lặng...
Tại trận Rừng Hürtgen, trung đội được lệnh chiếm Đồi 493. Sau khi cầm cự được nhiều đợt tấn công của quân SS, Turner phân chia trung đội thành hai nhóm; Pierson và một nửa trung đội tiến về phía Đồi từ phía Bắc, trong khi anh và một nửa còn lại đi theo một con sông về phía Đông để yểm trợ. Nói về nhóm của Turner, dọc đường họ phát hiện và tấn công một vị trí đặt súng cối của quân Đức, Quân Đức phải rút lui, Cả nhóm liền bám theo nhưng hóa ra là họ đã bị lừa, một trận pháo kích của quân Đức dội như mưa xuống khu rừng, Daniels trúng phi pháo rồi ngất xỉu. Khi tỉnh dậy anh như trông thấy người anh trai Paul quá cố đang khuyến khích mình đứng dậy, rồi đi mất trong làn sương mù. Daniels sau đó định thần lại và bắt đầu tìm kiếm trung đội. Khi vượt qua hàng loạt lính Đức, xe tăng, cạm bẫy, anh may mắn gặp lại Turner. Dọc đường cả hai lại đụng độ với tên lính bắn tỉa cố thủ trên boong ke. Daniels liền đột nhập và tiêu diệt tên bắn tỉa và lính Đức có trong khu vực. Cuối cùng họ cũng tìm được một nửa trung đội kia nhưng họ đang chống lại quân Đức đang cố thủ trong nhà máy. Daniels đánh bên sườn và tiêu diệt hết lính Đức trong xưởng. Turner tiếp tục dẫn phần còn lại của nhóm lên một cây cầu nhằm ngăn chặn quân Đức tiếp viện. Và lần này quân SS liền tổ chức phản công, chúng đưa cả xe bán xích, bắn tỉa,... vào trận hòng chiếm lại cho bằng được. Tuy nhiên sau một hồi phản công khá quyết liệt quân SS vẫn phải rút lui. Đội của Turner nhanh chóng nhận được một thông báo rằng Pierson đã tự ý ra lệnh cho một cuộc tấn công trên đồi mà không có lệnh của Turner, buộc Turner phải dẫn nửa trung đội của anh tham gia. Trung đội phá hủy các vị trí pháo binh của quân Đức, nhưng quân Đức phản công với một chiếc xe tăng hạng nặng Tiger II. Daniels đã vô hiệu hoá chiếc xe tăng bằng lựu đạn nhiệt nhôm. Turner bị bắn khi đang đỡ Daniels đứng dậy, Daniels sau đó đã giết chết tên chỉ huy của chiếc Tiger II và cũng là kẻ đã bắn Turner, vừa lúc quân Đức tiếp tục phản công. Turner yêu cầu Daniels và các đồng đội bỏ anh ta lại để anh ta yểm trợ trung đội rút quân, sau đó anh hi sinh. Pierson trở thành người đứng đầu trung đội và thăng chức cho Daniels trở thành Hạ sĩ và là người chỉ huy thứ hai của trung đội.
Ở trận Ardennes, trung đội bị bao vây bởi quân Đức. Daniels gặp một lính công binh kiêm điện đài người Mỹ gốc Phi, Hạ sĩ Marcus Howard (Russell Richardson) ở trong lều dã chiến, sau này sẽ tham gia trung đội của anh. Sau đó, quân Đức bất ngờ pháo kích trung đội, Daniels, Howard, Aiello, Zussman được lệnh đi lấy radio và gọi cho lực lượng Không quân, sau khi gọi cho lực lượng Không quân, họ đã rút về và cầm cự cho đến khi lực lượng Không quân đến. Daniels và các đồng đội đã đẩy lùi được đợt tấn công của quân Đức. Tuy nhiên, sau đó quân Đức phản công trở lại với xe tăng hạng trung Panzer IV, họ khốn đốn khi không biết nên đối phó với đám xe tăng như thế nào thì những chiếc tiêm kích P-47 Thunderbolt của Không quân Mỹ đã đến kịp thời và phá hủy toàn bộ xe tăng Panzer IV và kết thúc trận chiến. Trung đội bắt giữ một số lính Đức, và phát hiện ra rằng quân Đức có kế hoạch phá hủy một cây cầu ở Remagen, cây cầu cuối cùng trên sông Rhine. Sau khi phục kích phá hủy đoàn xe chứa thuốc nổ của quân Đức, Pierson ra lệnh cho trung đội tấn công một căn cứ không quân gần đó để phá hủy các xe vận chuyển thuốc nổ còn lại. Cuộc tấn công thất bại, dẫn đến việc Daniels và Zussman bị bao vây bởi lính Đức. Daniels được cứu bởi Howard, trong khi Zussman bị bắt và đưa đến một trại tập trung của Đức. Daniels đã kháng lệnh Pierson, anh lấy xe Jeep và cố gắng đuổi theo chiếc xe tải chở Zussman của quân Đức, nhưng anh đã thất bại và bị thương trong việc đuổi theo và để cho chiếc xe tải trốn thoát. Anh ta nhập viện, và Pierson đã đuổi anh ta ra khỏi trung đội. Trong trại tập trung, Zussman cùng nhiều người khác bị thẩm vấn viên Metz (George Regout) thẩm tra xem ai là người Do Thái, sau đó bị đánh và đưa đến một trại tập trung.
Sau khi hồi phục trong 8 tuần, Daniels đã học được từ Đại tá Davis về những thứ đã làm thay đổi con người của Pierson trong trận đèo Kasserine: thay vì liều lĩnh thí mạng lính dưới quyền, như mọi người vẫn nghĩ, anh liều mạng vô ích để cứu một phần trung đội bị bao vây. Daniels sau đó đã đối mặt với Pierson trong lều để xin trở lại trung đội và xé luôn tờ giấy nghỉ phép ngay trước mặt Pierson, buộc Pierson miễn cưỡng cho anh trở lại trung đội. Họ đã thành công chiếm cây cầu cuối cùng trên sông Rhine. Trung đội liền tiến vào nước Đức, giải phóng các trại tập trung nhằm tìm kiếm Zussman. Khi đến trại tập trung Berga, đập vào mắt họ là cảnh tượng trống không, nhiều nơi còn đang bắt lửa, dường như những kẻ quản lý đã cố tình đốt trại một cách vội vã trước khi rời đi. Sau khi chứng kiến tàn tích tội ác khắp trại tập trung, Pierson nhận ra có dấu vết của một đoàn người đã đi ra khỏi trại không lâu, rồi ra lệnh trung đội tản ra tìm kiếm. Daniels sau đó tìm và cứu sống Zussman bằng cách giết Metz trước khi hắn có thể hành hình anh ta.
Khi chiến tranh kết thúc, Daniels chia tay với trung đội của mình và trở về Texas, đoàn tụ với vợ và con trai mới chào đời. Anh đến thăm ngôi mộ của anh trai, Paul Thomas Daniels (Chris Browning), người đã chết trong khi đang chiến đấu với một con sói khi Daniels còn đang lúng túng. Anh đặt huy chương Huy chương Đồng của mình vào mộ, nói rằng anh trai anh xứng đáng vì đã dạy anh cách chiến đấu cho bản thân và cho đồng đội của mình.

### Nazi Zombies
Kỹ sư người Áo Marie Fischer (Katheryn Winnick) được Thiếu tá Hank Rideau (Darin De Paul), chỉ huy của cô giao nhiệm vụ thu hồi lại cổ vật bị Đức Quốc xã đánh cắp hiện đang ở đâu đó tại ngôi làng quê hương Mittelberg  của cô, cũng như giải cứu anh trai, Klaus, người đã cung cấp thông tin. Klaus nhận ra mình vô tình làm việc với nhà khoa học hàng đầu Peter Straub (Udo Kier) và chuyên gia vũ khí, Đại tá Heinz Richter (Tomm Voss) về một dự án khai thác một luồng năng lượng mới gọi là "Geistkraft" (nghĩa đen được dịch là: 'Spiritforce') để hỗ trợ cho Đức Quốc xã những nỗ lực chiến tranh của đảng. Marie được đi cùng với Drostan Hynd (David Tennant), chiến sĩ kháng chiến Pháp Olivia Durant (Élodie Yung) và Đại úy Quân đội Hoa Kỳ Jefferson Potts (Ving Rhames), tất cả đều có kiến thức đáng kể về các hiện vật bị đánh cắp. Tuy nhiên, trên chuyến tàu của họ đến Mittelburg, nhóm bị tấn công bởi một sinh vật khổng lồ chưa được xác định. Marie bị mắc kẹt từ những người khác, và tìm thấy nơi ẩn náu tạm thời tại một ngôi nhà nhỏ gần đó để chống lại đám lính Đức đã chết được Geistkraft hồi sinh, cho đến khi cô có thể đi đến làng.
Sau khi hội nhóm với ba người kia, Marie và nhóm tiến sâu hơn xuống ngôi mộ của ngôi làng, nơi Straub đã thành lập phòng thí nghiệm của mình. Ở đó, họ chống lại đám xác sống của Straub, cũng như Richter, người có nỗi ám ảnh về Geistkraft đã khiến anh ta mâu thuẫn với Straub. Cuối cùng, nhóm thu hồi lại hiện vật là chuôi kiếm của Hoàng đế Frederick Barbarossa. Sau đó, họ gặp phải sinh vật từ trước đó, nó là một hỗn hợp hình người với rất nhiều nhiều bộ phận cơ thể được khâu vá lại với nhau gọi là Panzermörder, với Klaus bị lắp vào ngực của sinh vật. Sử dụng pin đặc biệt từ tính, cả nhóm làm choáng Panzermörder và gắn các pin vào nó, khinh khí cầu của Richter cố kéo mấy cục pin ra khỏi nó nhưng lại đang kéo cả nó lên không trung. Cả Panzermörder và khinh khí cầu của Richter tông vào nhau và phát nổ. Khi xác của khinh khí cầu rơi xuống đất, giúp Klaus khỏi cơ thể của nó. Sức mạnh của chuôi kiếm giúp Klaus hồi sinh nhưng anh ta như bị ma nhập lảo đảo vào làng, và bất chấp lời cầu xin của Marie, anh khuyên Marie và cả nhóm tiếp tục chiến đấu ngăn chặn sự trở lại của một thứ gọi là "Hoàng đế", rồi kích hoạt một loại bẫy lửa ngay cạnh anh và biến mất dưới ánh lửa.

## Phiên bản thử nghiệm (beta)
Tất cả các đơn đặt hàng trước (pre-ordered), không bao gồm phiên bản PC, được quyền truy cập vào phiên bản thử nghiệm (beta), được tung ra trên hệ máy PlayStation 4 từ ngày 25 đến ngày 28 tháng 8, tiếp theo là tuần thứ hai cho cả PlayStation 4 và Xbox One từ ngày 1 đến ngày 4 tháng 9.
Phiên bản thử nghiệm dành cho máy tính đã được công bố dưới dạng một bản thử nghiệm rộng rãi, từ ngày 29 tháng 9 đến ngày 2 tháng 10 trên Steam. Những người chơi tham gia thử nghiệm đã nhận được gói Beta Combat Pack khi trò chơi được ra mắt, trong đó có một chiếc mũ bảo hiểm đặc biệt, huy hiệu và thẻ gọi (trong game).
Tựa game có sẵn trong ba phiên bản bao gồm: Base Edition, Digital Deluxe Edition and the Pro Edition. Phiên bản Pro Edition được bán độc quyền tại GameStop, và người đặt trước tại các cửa hàng GameStop cũng nhận được một chiếc cũ phiên bản giới hạn.

## Phát hành
Trò chơi được phát hành trên toàn cầu vào ngày 3 tháng 11 năm 2017, cho các hệ máy Microsoft Windows, PlayStation 4 và Xbox One.
Khi trò chơi được phát hành, các máy chủ đã ngừng hoạt động trong hầu như cả ngày, khiến người chơi không thể truy cập vào phần chơi trực tuyến, cũng như một số người không thể truy cập vào phần chơi chiến dịch và Nazi Zombies. Activision đã thừa nhận vấn đề và thông báo rằng họ đang làm việc để giải quyết nó.

## Tiếp nhận

### Đánh giá chung
Call of Duty: WWII nhận được đánh giá trung bình "tích cực" từ các nhà phê bình cho các hệ máy PlayStation 4 và Xbox One, trong khi phiên bản trên PC nhận được đánh giá "trung bình", theo trang tổng hợp đánh giá Metacritic.
Miguel Concepcion của GameSpot chấm trò chơi điểm 9/10, viết rằng phần chơi chiến dịch "cảm động" và "thấm đẫm tình đồng chí mạnh mẽ trên chiến trường" với "một dàn diễn viên phụ có những tính cách được khai thác tốt", cũng như khen ngợi "thiết kế âm thanh và hình ảnh xuất sắc" của trò chơi. Trong bài phỏng vấn 8/10 cho trang EGMNow, Nick Plasses cũng viết tương tự rằng các nhân vật chính của phần chơi chiến dịch "có đặc điểm nổi bật và [...] là nguyên nhân dẫn đến những xung đột ảnh hưởng nhất của trò chơi". Anh ca ngợi việc thiếu đi cơ chế tự hồi máu đã mang lại cho trò chơi "những sự tính toán và khám phá mới, mang tính giải trí hơn", và rằng sự phụ thuộc vào đồng đội "đòi hỏi phải có chiến lược định vị và quản lý tài nguyên nhiều hơn".
Miranda Sanchez của IGN đã chấm trò chơi 8/10, nói rằng phần chơi chiến dịch là một "góc nhìn nhân văn hơn những gì chúng ta thấy trong những năm gần đây", với các nhân vật thú vị và đa dạng. Tuy nhiên, cô ấy chỉ trích một số cảnh hành động, cũng như một số nhiệm vụ lặp đi lặp lại và gây khó chịu. Cô ấy viết rằng Zombies là chế độ nổi bật trong trò chơi, giúp tạo ra "sự cân bằng xứng đáng cho những người hâm mộ chế độ này [...] và những người chỉ muốn tham gia và có một khoảng thời gian vui vẻ". Daniel Tack từ Game Informer đã chấm trò chơi 8,75/10 điểm, nói rằng anh ấy cảm thấy phần chơi chiến dịch là nhược điểm duy nhất về tổng thể; mặc dù thấy được "cảm giác bùng nổ đặc trưng". Anh ca ngợi phần chơi mạng là "một điểm sáng trong cả 3 chế độ", đặc biệt là chế độ Chiến tranh mới của trò chơi về sự đa dạng của nó, và nhấn mạnh sự quay trở lại lối chơi truyền thống và nhiều tùy chọn tùy chỉnh.
Eurogamer xếp hạng trò chơi thứ 38 trong danh sách "50 trò chơi hàng đầu năm 2017", trong khi EGMNow xếp game đứng thứ 20 trong danh sách 25 trò chơi hay nhất năm 2017.  Trò chơi đã được đề cử cho các giải thưởng "Game bắn súng hay nhất", "Đồ họa đẹp nhất", "Chế độ nhiều người chơi nhất" và "Game Spectator hay nhất" trong giải tưởng Best of 2017 Awards của IGN.

### Doanh thu
Trò chơi đã kiếm được hơn 500 triệu đô la trong vòng ba ngày đầu tiên phát hành. Vào ngày 20 tháng 12 năm 2017, có thông báo rằng trò chơi đã đạt doanh thu hơn 1 tỷ đô la Mỹ trên toàn thế giới, và là trò chơi trên hệ console có doanh thu cao nhất trong năm ở khu vực Bắc Mỹ. Tính đến cuối năm 2017, trò chơi đã có hơn 20,7 triệu người chơi, bao gồm 12,1 triệu người chơi trên PlayStation 4, 7,8 triệu người chơi trên Xbox One và 825.000 người chơi trên Steam.
Phiên bản trên hệ PlayStation 4 đã bán được 168.234 bản trong tuần đầu tiên được bán tại Nhật Bản, trở thành trò chơi bán chạy nhất trong tuần đó tại quốc gia này.

### Giải thưởng
| Năm  | Giải thưởng                                           | Hạng mục                                               | Kết quả   | Có liên quan  |
| ---- | ----------------------------------------------------- | ------------------------------------------------------ | --------- | ------------- |
| 2017 | Game Critics Awards                                   | Best Action Game                                       | Đề cử     | [ 29 ]        |
| 2017 | Game Critics Awards                                   | Best Online Multiplayer                                | Đề cử     | [ 29 ]        |
| 2017 | Golden Joystick Awards                                | Most Wanted Game                                       | Đề cử     | [ 30 ]        |
| 2017 | The Game Awards 2017                                  | Best Multiplayer                                       | Đề cử     | [ 31 ]        |
| 2017 | Titanium Awards                                       | Best Action Game                                       | Đề cử     | [ 32 ]        |
| 2018 | Guild of Music Supervisors Awards                     | Best Music Supervision in a Video Game                 | Đề cử     | [ 33 ]        |
| 2018 | 16th Visual Effects Society Awards                    | Outstanding Visual Effects in a Real-Time Project      | Đề cử     | [ 34 ]        |
| 2018 | 21st Annual D.I.C.E. Awards                           | Action Game of the Year                                | Đề cử     | [ 35 ]        |
| 2018 | 21st Annual D.I.C.E. Awards                           | Outstanding Achievement in Original Music Composition  | Đề cử     | [ 35 ]        |
| 2018 | 21st Annual D.I.C.E. Awards                           | Outstanding Achievement in Online Gameplay             | Đề cử     | [ 35 ]        |
| 2018 | National Academy of Video Game Trade Reviewers Awards | Camera Direction in a Game Engine                      | Đề cử     | [ 36 ]        |
| 2018 | Italian Video Game Awards                             | People's Choice                                        | Đề cử     | [ 37 ]        |
| 2018 | SXSW Gaming Awards                                    | Excellence in SFX                                      | Đề cử     | [ 38 ] [ 39 ] |
| 2018 | SXSW Gaming Awards                                    | eSports Game of the Year                               | Đề cử     | [ 38 ] [ 39 ] |
| 2018 | 16th Annual Game Audio Network Guild Awards           | Music of the Year                                      | Đoạt giải | [ 40 ]        |
| 2018 | 16th Annual Game Audio Network Guild Awards           | Sound Design of the Year                               | Đoạt giải | [ 40 ]        |
| 2018 | 16th Annual Game Audio Network Guild Awards           | Best Original Soundtrack Album                         | Đoạt giải | [ 40 ]        |
| 2018 | 16th Annual Game Audio Network Guild Awards           | Best Interactive Score                                 | Đoạt giải | [ 40 ]        |
| 2018 | 16th Annual Game Audio Network Guild Awards           | Best Cinematic/Cutscene Audio                          | Đề cử     | [ 40 ]        |
| 2018 | 16th Annual Game Audio Network Guild Awards           | Best Original Instrumental ("A Brotherhood of Heroes") | Đoạt giải | [ 40 ]        |
| 2018 | 16th Annual Game Audio Network Guild Awards           | Best Game Audio Article, Publication or Broadcast      | Đoạt giải | [ 40 ]        |
| 2018 | 14th British Academy Games Awards                     | Audio Achievement                                      | Đề cử     | [ 41 ] [ 42 ] |
| 2018 | ASCAP Composers' Choice Awards                        | 2017 ASCAP Video Game Score of the Year                | Đề cử     | [ 43 ] [ 44 ] |
| 2018 | BBC Radio 1's Teen Awards                             | Best Game                                              | Đề cử     | [ 45 ]        |
| 2018 | Golden Joystick Awards                                | Best Competitive Game                                  | Đề cử     | [ 46 ] [ 47 ] |
| 2018 | Golden Joystick Awards                                | eSports Game of the Year                               | Đề cử     | [ 46 ] [ 47 ] |